# 木更津南インターチェンジ
木更津南インターチェンジ（きさらづみなみインターチェンジ）は、千葉県木更津市にある館山自動車道（木更津南支線）のインターチェンジである。
館山自動車道が1995年（平成7年）に開通した時点では終点となっていたが、館山道が館山方向へ延伸する際には木更津南JCTから君津方面へ向かう形になったため、館山道本線から分岐した出口の形となっている。料金所は木更津南ジャンクションに併設されている。
国道127号に接続する出入口と国道16号に接続する出入口（終点）があり、両出入口は約2 km離れている。名称はいずれも木更津南ICであるが、日本道路交通情報センターの地図では前者を「木更津南」、後者を「館山道支線終点」と表示している。

## 接続する道路
- E14 館山自動車道木更津南支線（17-1番）
- 国道16号（東京湾岸道路）
- 国道127号

## 木更津南料金所
ブース数：13

### 入口
- ブース数：5
  - ETC専用：2
  - 一般：3

### 出口
- ブース数：8
  - ETC専用：2
  - 一般：6

## 周辺
- 君津市役所
- 君津駅
- 日本製鉄東日本製鉄所君津地区
- 木更津港

※　君津市街（君津駅周辺）へは次の君津ICよりも当ICを利用したほうが時間的に早い。特に土日祝日など休日の午前中は、君津PA付近を先頭とした渋滞が木更津南JCTまで繋がる場合がある。

## 隣
E14 館山自動車道木更津南支線
(17)木更津南JCT - 木更津南TB - (17-1)木更津南IC